# Mike Sturgis
Mike Sturgis je americký bubeník, který hrál ve skupině 21 Guns a ve skupině Psycho Motel, kde působil společně s kytaristou Iron Maiden Adrianem Smithem. S touto skupinou hrál na dvou jejich albech State of Mind (1996) a Welcome to the World (1997). Byl též bubeníkem ve skupině Wishbone Ash mezi lety 1995 a 1997 a ve skupině Asia mezi lety 1994 a 2001.
Na bicí začal hrát ve věku deseti let a od roku 1982 do roku 1986 navštěvoval Universitu v Miami, kde získal vzdělání Studiová hudba a Jazz. V letech 1986 až 1987 jezdil s norskou skupinou A-ha a hrál na 'The Swing Of Things', 'I've Been Losing You' a 'Soft Rains Of April' z alba 'Scoundrel Days'. V tomto období byl požádán co-producentem skupiny Phenomena Wilfriedem Rimensbergerem, aby se připojil s bicími k rockovému superstar projektu, kterým bylo album "Dream Runner", kde se seznámil se Scottem Gorhamem a Johnem Wettonem, kteří se na nahrávání také podíleli.
Vystupoval živě nebo nahrával s takovými hvězdami popu, rocku a jazzu, jako David Bowie, Elton John, A-ha, Asia, Jack Bruce, Steve Winwood, Tom Jones, Wishbone Ash, Bob James, Randy Brecker a Bob Mintzer. Vystupuje s jazz-funkovou skupinou Redtenbacher’s Funkestra.
V současné době žije se svou ženou a dvěma dětmi v Anglii.